# Abdulla Yaser
Abdulla Abdo Omar Yasser (sinh ngày 27 tháng 3 năm 1988) là một cầu thủ bóng đá người Bahrain thi đấu ở vị trí hậu vệ hiện tại thi đấu cho Al-Muharraq và Bahrain.

## Sự nghiệp quốc tế
Ngày 4 tháng 10 năm 2007, Yaser ra mắt cho đội tuyển quốc gia Bahrain, đá chính trong trận giao hữu trước Singapore. Ngày 4 tháng 1 năm 2009, Yaser ghi bàn thắng quốc tế đầu tiên trong thắng lợi 3–1 trước Iraq ở Arabian Gulf Cup ở Oman.

### Bàn thắng quốc tế
Tỉ số và kết quả liệt kê bàn thắng của Bahrain trước
| Bàn thắng | Ngày                | Địa điểm                                          | Đối thủ      | Tỉ số | Kết quả | Giải đấu                          | Nguồn                                                      |
| --------- | ------------------- | ------------------------------------------------- | ------------ | ----- | ------- | --------------------------------- | ---------------------------------------------------------- |
| 1.        | 4 tháng 1 năm 2009  | Khu liên hợp thể thao Sultan Qaboos, Muscat, Oman | Iraq         | 1–0   | 3–1     | 19th Arabian Gulf Cup             |                                                            |
| 2.        | 30 tháng 3 năm 2015 | Sân vận động Quốc gia Bahrain, Riffa, Bahrain     | Philippines  | 2–0   | 2–1     | Giao hữu                          |                                                            |
| 3.        | 1 tháng 9 năm 2016  | Sân vận động Quốc gia Bahrain, Riffa, Bahrain     | Singapore    | 2–1   | 3–1     | Giao hữu                          |                                                            |
| 4.        | 13 tháng 6 năm 2017 | Sport toplumy, Daşoguz, Turkmenistan              | Turkmenistan | 2–0   | 2–1     | Vòng loại Cúp bóng đá châu Á 2019 | (AFC) Lưu trữ ngày 22 tháng 3 năm 2018 tại Wayback Machine |
| 5.        | 27 tháng 3 năm 2018 | Sân vận động Quốc gia Bahrain, Riffa, Bahrain     | Turkmenistan | 4–0   | 4–0     | Vòng loại Cúp bóng đá châu Á 2019 | (AFC) Lưu trữ ngày 22 tháng 3 năm 2018 tại Wayback Machine |